# Eirik Hundvin
Pytten, właściwie Eirik Hundvin (ur. 8 lutego 1950) – producent wielu blackmetalowych albumów, głównie zespołów norweskich. Znany ze współpracy z takimi wykonawcami jak: Gorgoroth, Immortal, czy Burzum. Hundvin jest stałym pracownikiem studia nagraniowego Grieghallen w Bergen.
Jego córka Mia Hundvin jest piłkarką ręczną, wielokrotną reprezentantką Norwegii w tej dyscyplinie.

## Wybrana dyskografia
- Immortal – Diabolical Fullmoon Mysticism (1992, Osmose Productions)[1]
- Mayhem – De Mysteriis Dom Sathanas (1993, Deathlike Silence Productions)[2]
- Burzum – Hvis Lyset Tar Oss (1994, Misanthropy Records)[3]
- Borknagar – Borknagar (1996, Malicious Records)[4]
- Gorgoroth – Under the Sign of Hell (1997, Malicious Records)[5]
- Emperor – Anthems to the Welkin at Dusk (1997, Candlelight Records)[6]
- Old Funeral – The Older Ones (1999, Hammerheart Records)[7]
- Hades Almighty – Millennium Nocturne (1999, Hammerheart Records)
- Enslaved – Isa (2004, Tabu Recordings)

## Filmografia
- Once Upon a Time in Norway (2007, film dokumentalny, reżyseria: Pål Aasdal, Martin Ledang)[8]